# Skiff féminin aux Jeux olympiques d'été de 2024
Cet article traite de l'épreuve féminine. Pour la compétition masculine, voir Skiff masculin aux Jeux olympiques d'été de 2024.
Navigation
Tokyo 2020 Los Angeles 2028
L'épreuve féminine de skiff des Jeux olympiques d'été de 2024 de Paris a lieu au stade nautique olympique de Vaires-sur-Marne du 27 juillet au 3 août 2024.

## Médaillées
| Or                     | Argent           | Bronze                  |
| Karolien Florijn (NED) | Emma Twigg (NZL) | Viktorija Senkutė (LTU) |

## Programme
| Date                | Heure   | Tour                |
| ------------------- | ------- | ------------------- |
| Samedi 27 juillet   | 09 h 00 | Séries              |
| Dimanche 28 juillet | 09 h 00 | Repêchage           |
| Lundi 29 juillet    | 09 h 30 | Demi-finales E et F |
| Mardi 30 juillet    | 09 h 30 | Quarts de finale    |
| Mercredi 31 juillet | 09 h 30 | Demi-finales C et D |
| Jeudi 1er août      | 09 h 30 | Demi-finales A et B |
| Vendredi 2 août     | 09 h 30 | Finales D, E et F   |
| Vendredi 3 août     | 09 h 30 | Finales A, B et C   |

## Résultats détaillés

### Séries
Les trois premiers de chaque série sont qualifiés pour les quarts de finale (Q), les autres vont en repêchage (R).
| Rang | Couloir | Rameur              | Pays           | Temps         | Notes |
| ---- | ------- | ------------------- | -------------- | ------------- | ----- |
| 1    | 5       | Tara Rigney         | Australie      | 7 min 30 s 71 | Q     |
| 2    | 3       | Virginia Díaz Rivas | Espagne        | 7 min 37 s 30 | Q     |
| 3    | 2       | Paige Badenhorst    | Afrique du Sud | 7 min 39 s 19 | Q     |
| 4    | 4       | Fatemeh Mojallal    | Iran           | 8 min 1 s 30  | R     |
| 5    | 1       | Kathleen Noble      | Ouganda        | 8 min 8 s 90  | R     |
| 6    | 6       | Evidelia González   | Nicaragua      | 8 min 23 s 25 | R     |

| Rang | Couloir | Rameur                          | Pays        | Temps         | Notes |
| ---- | ------- | ------------------------------- | ----------- | ------------- | ----- |
| 1    | 3       | Karolien Florijn                | Pays-Bas    | 7 min 36 s 90 | Q     |
| 2    | 4       | Aurelia-Maxima Katharina Janzen | Suisse      | 7 min 41 s 15 | Q     |
| 3    | 1       | Nina Kostanjšek                 | Slovénie    | 7 min 46 s 30 | Q     |
| 4    | 5       | Joanie Delgaco                  | Philippines | 7 min 56 s 26 | R     |
| 5    | 2       | Nihed Benchadli                 | Algérie     | 8 min 6 s 62  | R     |
| 6    | 6       | Majdouline El Allaoui           | Maroc       | 8 min 30 s 47 | R     |

| Rang | Couloir | Rameur           | Pays             | Temps         | Notes |
| ---- | ------- | ---------------- | ---------------- | ------------- | ----- |
| 1    | 3       | Emma Twigg       | Nouvelle-Zélande | 7 min 34 s 97 | Q     |
| 2    | 4       | Hanna Prakatsen  | Ouzbékistan      | 7 min 37 s 80 | Q     |
| 3    | 2       | Kenia Lechuga    | Mexique          | 7 min 46 s 11 | Q     |
| 4    | 1       | Alejandra Alonso | Paraguay         | 7 min 52 s 44 | R     |
| 5    | 5       | Yariulvis Cobas  | Cuba             | 8 min 11 s 13 | R     |

| Rang | Couloir | Rameur             | Pays                         | Temps         | Notes |
| ---- | ------- | ------------------ | ---------------------------- | ------------- | ----- |
| 1    | 2       | Viktorija Senkutė  | Lituanie                     | 7 min 30 s 01 | Q     |
| 2    | 5       | Tatsiana Klimovich | Athlètes individuels neutres | 7 min 34 s 31 | Q     |
| 3    | 3       | Beatriz Tavares    | Brésil                       | 7 min 49 s 66 | Q     |
| 4    | 4       | Elis Özbay         | Turquie                      | 7 min 57 s 06 | R     |
| 5    | 1       | Adriana Sanguineti | Pérou                        | 8 min 3 s 87  | R     |

| Rang | Couloir | Rameur             | Pays        | Temps         | Notes |
| ---- | ------- | ------------------ | ----------- | ------------- | ----- |
| 1    | 3       | Alexandra Föster   | Allemagne   | 7 min 36 s 35 | Q     |
| 2    | 1       | Desislava Angelova | Bulgarie    | 7 min 42 s 73 | Q     |
| 3    | 5       | Diana Dymchenko    | Azerbaïdjan | 7 min 52 s 53 | Q     |
| 4    | 2       | Phạm Thị Huệ       | Viêt Nam    | 8 min 3 s 84  | R     |
| 5    | 4       | Saiyidah Aisyah    | Singapour   | 8 min 17 s 04 | R     |

| Rang | Couloir | Rameur           | Pays       | Temps         | Notes |
| ---- | ------- | ---------------- | ---------- | ------------- | ----- |
| 1    | 2       | Kara Kohler      | États-Unis | 7 min 32 s 46 | Q     |
| 2    | 5       | Magdalena Lobnig | Autriche   | 7 min 39 s 39 | Q     |
| 3    | 3       | Jovana Arsić     | Serbie     | 7 min 52 s 53 | Q     |
| 4    | 1       | Suad Al-Faqaan   | Koweït     | 8 min 16 s 32 | R     |
| 5    | 4       | Akoko Komlanvi   | Togo       | 8 min 44 s 88 | R     |

### Repêchages
Les deux premières embarcations de chaque série de repêchages se qualifient pour les quarts de finale (Q), les autres vont en demi-finales E et F (E/F).
| Rang | Couloir | Rameur            | Pays        | Temps         | Notes |
| ---- | ------- | ----------------- | ----------- | ------------- | ----- |
| 1    | 3       | Joanie Delgaco    | Philippines | 7 min 55 s 00 | Q     |
| 2    | 4       | Phạm Thị Huệ      | Viêt Nam    | 8 min 0 s 97  | Q     |
| 3    | 2       | Yariulvis Cobas   | Cuba        | 8 min 10 s 64 | E/F   |
| 4    | 1       | Evidelia González | Nicaragua   | 8 min 26 s 23 | E/F   |
| 5    | 5       | Akoko Komlanvi    | Togo        | 8 min 43 s 11 | E/F   |

| Rang | Couloir | Rameur           | Pays      | Temps         | Notes |
| ---- | ------- | ---------------- | --------- | ------------- | ----- |
| 1    | 2       | Fatemeh Mojallal | Iran      | 7 min 56 s 48 | Q     |
| 2    | 3       | Elis Özbay       | Turquie   | 8 min 0 s 00  | Q     |
| 3    | 4       | Nihed Benchadli  | Algérie   | 8 min 10 s 34 | E/F   |
| 4    | 1       | Saiyidah Aisyah  | Singapour | 8 min 23 s 03 | E/F   |

| Rang | Couloir | Rameur                | Pays     | Temps         | Notes |
| ---- | ------- | --------------------- | -------- | ------------- | ----- |
| 1    | 2       | Alejandra Alonso      | Paraguay | 7 min 57 s 14 | Q     |
| 2    | 4       | Adriana Sanguineti    | Pérou    | 8 min 7 s 05  | Q     |
| 3    | 1       | Kathleen Noble        | Ouganda  | 8 min 15 s 10 | E/F   |
| 4    | 5       | Suad Al-Faqaan        | Koweït   | 8 min 28 s 89 | E/F   |
| 5    | 3       | Majdouline El Allaoui | Maroc    | 8 min 42 s 07 | E/F   |

### Quarts de finale
Les trois premières embarcations de chaque série de se qualifient pour les demi-finales A et B (A/B), les autres vont en demi-finales C et D (C/D).
| Rang | Couloir | Rameur             | Pays       | Temps         | Notes |
| ---- | ------- | ------------------ | ---------- | ------------- | ----- |
| 1    | 4       | Tara Rigney        | Australie  | 7 min 30 s 57 | A/B   |
| 2    | 3       | Kara Kohler        | États-Unis | 7 min 34 s 96 | A/B   |
| 3    | 5       | Desislava Angelova | Bulgarie   | 7 min 41 s 25 | A/B   |
| 4    | 2       | Beatriz Tavares    | Brésil     | 7 min 47 s 29 | C/D   |
| 5    | 1       | Adriana Sanguineti | Pérou      | 7 min 57 s 84 | C/D   |
| 6    | 6       | Fatemeh Mojallal   | Iran       | 8 min 0 s 37  | C/D   |

| Rang | Couloir | Rameur             | Pays                         | Temps         | Notes |
| ---- | ------- | ------------------ | ---------------------------- | ------------- | ----- |
| 1    | 3       | Karolien Florijn   | Pays-Bas                     | 7 min 29 s 07 | A/B   |
| 2    | 4       | Alexandra Föster   | Allemagne                    | 7 min 30 s 98 | A/B   |
| 3    | 5       | Tatsiana Klimovich | Athlètes individuels neutres | 7 min 34 s 30 | A/B   |
| 4    | 6       | Alejandra Alonso   | Paraguay                     | 7 min 47 s 40 | C/D   |
| 5    | 2       | Kenia Lechuga      | Mexique                      | 7 min 50 s 35 | C/D   |
| 6    | 1       | Phạm Thị Huệ       | Viêt Nam                     | 7 min 56 s 96 | C/D   |

| Rang | Couloir | Rameur                          | Pays             | Temps         | Notes |
| ---- | ------- | ------------------------------- | ---------------- | ------------- | ----- |
| 1    | 3       | Emma Twigg                      | Nouvelle-Zélande | 7 min 26 s 89 | A/B   |
| 2    | 2       | Aurelia-Maxima Katharina Janzen | Suisse           | 7 min 31 s 12 | A/B   |
| 3    | 4       | Virginia Díaz Rivas             | Espagne          | 7 min 34 s 01 | A/B   |
| 4    | 1       | Diana Dymchenko                 | Azerbaïdjan      | 7 min 53 s 76 | C/D   |
| 5    | 5       | Jovana Arsić                    | Serbie           | 7 min 56 s 18 | C/D   |
| 6    | 6       | Joanie Delgaco                  | Philippines      | 7 min 58 s 30 | C/D   |

| Rang | Couloir | Rameur            | Pays           | Temps         | Notes |
| ---- | ------- | ----------------- | -------------- | ------------- | ----- |
| 1    | 3       | Viktorija Senkutė | Lituanie       | 7 min 33 s 35 | A/B   |
| 2    | 4       | Hanna Prakatsen   | Ouzbékistan    | 7 min 35 s 91 | A/B   |
| 3    | 2       | Magdalena Lobnig  | Autriche       | 7 min 40 s 07 | A/B   |
| 4    | 5       | Paige Badenhorst  | Afrique du Sud | 7 min 44 s 03 | C/D   |
| 5    | 1       | Nina Kostanjšek   | Slovénie       | 7 min 56 s 31 | C/D   |
| 6    | 6       | Elis Özbay        | Turquie        | 7 min 56 s 51 | C/D   |

### Demi-finales

#### Demi-finales A/B
Les trois premières embarcations de chaque série de se qualifient pour la finale A (FA), les autres vont en finale B (FB).
| Rang | Couloir | Rameur                          | Pays        | Temps         | Notes |
| ---- | ------- | ------------------------------- | ----------- | ------------- | ----- |
| 1    | 3       | Karolien Florijn                | Pays-Bas    | 7 min 21 s 26 | FA    |
| 2    | 4       | Tara Rigney                     | Australie   | 7 min 23 s 58 | FA    |
| 3    | 6       | Desislava Angelova              | Bulgarie    | 7 min 27 s 16 | FA    |
| 4    | 2       | Hanna Prakatsen                 | Ouzbékistan | 7 min 29 s 28 | FB    |
| 5    | 5       | Aurelia-Maxima Katharina Janzen | Suisse      | 7 min 31 s 65 | FB    |
| 6    | 1       | Virginia Díaz Rivas             | Espagne     | 7 min 37 s 52 | FB    |

| Rang | Couloir | Rameur             | Pays                         | Temps         | Notes |
| ---- | ------- | ------------------ | ---------------------------- | ------------- | ----- |
| 1    | 3       | Emma Twigg         | Nouvelle-Zélande             | 7 min 17 s 19 | FA    |
| 2    | 4       | Viktorija Senkutė  | Lituanie                     | 7 min 19 s 15 | FA    |
| 3    | 2       | Kara Kohler        | États-Unis                   | 7 min 22 s 23 | FA    |
| 4    | 5       | Alexandra Föster   | Allemagne                    | 7 min 24 s 63 | FB    |
| 5    | 1       | Tatsiana Klimovich | Athlètes individuels neutres | 7 min 26 s 56 | FB    |
| 6    | 6       | Magdalena Lobnig   | Autriche                     | 7 min 40 s 02 | FB    |

#### Demi-finales C/D
Les trois premières embarcations de chaque série de se qualifient pour la finale C (FC), les autres vont en finale D (FD).
| Rang | Couloir | Rameur           | Pays        | Temps         | Notes |
| ---- | ------- | ---------------- | ----------- | ------------- | ----- |
| 1    | 2       | Jovana Arsić     | Serbie      | 7 min 44 s 60 | FC    |
| 2    | 5       | Nina Kostanjšek  | Slovénie    | 7 min 48 s 86 | FC    |
| 3    | 3       | Beatriz Tavares  | Brésil      | 7 min 49 s 96 | FC    |
| 4    | 4       | Alejandra Alonso | Paraguay    | 7 min 56 s 50 | FD    |
| 5    | 1       | Joanie Delgaco   | Philippines | 8 min 0 s 18  | FD    |
| 6    | 6       | Fatemeh Mojallal | Iran        | 8 min 6 s 23  | FD    |

| Rang | Couloir | Rameur             | Pays           | Temps         | Notes |
| ---- | ------- | ------------------ | -------------- | ------------- | ----- |
| 1    | 3       | Paige Badenhorst   | Afrique du Sud | 7 min 55 s 91 | FC    |
| 2    | 5       | Kenia Lechuga      | Mexique        | 7 min 58 s 00 | FC    |
| 3    | 4       | Diana Dymchenko    | Azerbaïdjan    | 7 min 59 s 23 | FC    |
| 4    | 6       | Elis Özbay         | Turquie        | 8 min 2 s 47  | FD    |
| 5    | 2       | Adriana Sanguineti | Pérou          | 8 min 17 s 84 | FD    |
| 6    | 1       | Phạm Thị Huệ       | Viêt Nam       | 8 min 22 s 85 | FD    |

#### Demi-finales E/F
La dernière embarcation de chaque série se qualifie pour la finale F (FF), les autres vont en finale E (FE).
| Rang | Couloir | Rameur          | Pays      | Temps         | Notes |
| ---- | ------- | --------------- | --------- | ------------- | ----- |
| 1    | 2       | Yariulvis Cobas | Cuba      | 8 min 36 s 16 | FE    |
| 2    | 3       | Saiyidah Aisyah | Singapour | 8 min 47 s 41 | FE    |
| 3    | 1       | Suad Al-Faqaan  | Koweït    | 9 min 1 s 78  | FE    |
| 4    | 4       | Akoko Komlanvi  | Togo      | 9 min 16 s 28 | FF    |

| Rang | Couloir | Rameur                | Pays      | Temps         | Notes |
| ---- | ------- | --------------------- | --------- | ------------- | ----- |
| 1    | 1       | Nihed Benchadli       | Algérie   | 8 min 34 s 67 | FE    |
| 2    | 2       | Kathleen Noble        | Ouganda   | 8 min 38 s 70 | FE    |
| 3    | 3       | Evidelia González     | Nicaragua | 8 min 43 s 78 | FE    |
| 4    | 4       | Majdouline El Allaoui | Maroc     | 8 min 49 s 70 | FF    |

### Finales
| Rang                                | Couloir | Rameur             | Pays             | Temps         | Notes |
| ----------------------------------- | ------- | ------------------ | ---------------- | ------------- | ----- |
| Médaille d'or, Jeux olympiques      | 3       | Karolien Florijn   | Pays-Bas         | 7 min 17 s 28 |       |
| Médaille d'argent, Jeux olympiques  | 4       | Emma Twigg         | Nouvelle-Zélande | 7 min 19 s 14 |       |
| Médaille de bronze, Jeux olympiques | 5       | Viktorija Senkutė  | Lituanie         | 7 min 20 s 85 |       |
| 4                                   | 2       | Tara Rigney        | Australie        | 7 min 21 s 38 |       |
| 5                                   | 6       | Kara Kohler        | États-Unis       | 7 min 25 s 07 |       |
| 6                                   | 1       | Desislava Angelova | Bulgarie         | 7 min 33 s 19 |       |

| Rang | Couloir | Rameur                          | Pays                         | Temps         | Notes |
| ---- | ------- | ------------------------------- | ---------------------------- | ------------- | ----- |
| 7    | 3       | Alexandra Föster                | Allemagne                    | 7 min 23 s 53 |       |
| 8    | 5       | Tatsiana Klimovich              | Athlètes individuels neutres | 7 min 25 s 61 |       |
| 9    | 2       | Aurelia-Maxima Katharina Janzen | Suisse                       | 7 min 27 s 01 |       |
| 10   | 1       | Magdalena Lobnig                | Autriche                     | 7 min 30 s 54 |       |
| 11   | 4       | Hanna Prakatsen                 | Ouzbékistan                  | 7 min 33 s 57 |       |
| 12   | 6       | Virginia Díaz Rivas             | Espagne                      | 7 min 34 s 61 |       |

| Rang | Couloir | Rameur           | Pays           | Temps         | Notes |
| ---- | ------- | ---------------- | -------------- | ------------- | ----- |
| 13   | 4       | Jovana Arsić     | Serbie         | 7 min 26 s 09 |       |
| 14   | 3       | Paige Badenhorst | Afrique du Sud | 7 min 27 s 76 |       |
| 15   | 6       | Beatriz Tavares  | Brésil         | 7 min 31 s 31 |       |
| 16   | 2       | Kenia Lechuga    | Mexique        | 7 min 31 s 99 |       |
| 17   | 1       | Diana Dymchenko  | Azerbaïdjan    | 7 min 35 s 19 |       |
| 18   | 5       | Nina Kostanjšek  | Slovénie       | 7 min 39 s 00 |       |

| Rang | Couloir | Rameur             | Pays        | Temps         | Notes |
| ---- | ------- | ------------------ | ----------- | ------------- | ----- |
| 19   | 4       | Alejandra Alonso   | Paraguay    | 7 min 42 s 09 |       |
| 20   | 2       | Joanie Delgaco     | Philippines | 7 min 43 s 83 |       |
| 21   | 1       | Fatemeh Mojallal   | Iran        | 7 min 46 s 08 |       |
| 22   | 3       | Elis Özbay         | Turquie     | 7 min 46 s 95 |       |
| 23   | 6       | Phạm Thị Huệ       | Viêt Nam    | 7 min 47 s 84 |       |
| 24   | 5       | Adriana Sanguineti | Pérou       | 7 min 49 s 31 |       |

| Rang | Couloir | Rameur            | Pays      | Temps         | Notes |
| ---- | ------- | ----------------- | --------- | ------------- | ----- |
| 25   | 4       | Nihed Benchadli   | Algérie   | 7 min 54 s 25 |       |
| 26   | 2       | Kathleen Noble    | Ouganda   | 7 min 56 s 10 |       |
| 27   | 3       | Yariulvis Cobas   | Cuba      | 7 min 57 s 99 |       |
| 28   | 5       | Saiyidah Aisyah   | Singapour | 8 min 3 s 29  |       |
| 29   | 6       | Suad Al-Faqaan    | Koweït    | 8 min 5 s 18  |       |
| 30   | 1       | Evidelia González | Nicaragua | 8 min 8 s 61  |       |

| Rang | Couloir | Rameur                | Pays  | Temps         | Notes |
| ---- | ------- | --------------------- | ----- | ------------- | ----- |
| 31   | 2       | Majdouline El Allaoui | Maroc | 8 min 20 s 81 |       |
| 32   | 1       | Akoko Komlanvi        | Togo  | 8 min 46 s 73 |       |